# Akiachak (Alasca)
Akiachak é uma Região censo-designada localizada no estado americano de Alasca, no Condado de Berrien.

## Demografia
Segundo o censo americano de 2000, a sua população era de 585 habitantes.

## Geografia
De acordo com o United States Census Bureau, a localidade tem uma área de 17,5 km², sem área coberta por água.

## Localidades na vizinhança
O diagrama seguinte representa as localidades num raio de 40 km ao redor de Akiachak.